# جلبک اولوا پرولیفرا
اولوا پرولیفرا گونه‌ای از جلبک دریایی است که در سطح جهان یافت می‌شود.
در اروپا در کشورهایی مثل بلغارستان، فرانسه، بریتانیا، یونان، ایرلند، پرتغال، رومانی، اسلوانی، اسپانیا و دانمارک یافت می‌شود.
این جلبک در قاره آفریقا در جریره‌هایی مثل جزایر قناری و مدیرا زندگی می‌کند. در آمریکا هم در ایالاتی از قبیل آلاسکا کالیفرنیا، فلوریدا، تگزاس و واشنگتن قابل مشاهده است.
اخیراً سواحل شرقی چین با گونه‌هایی از خزه‌ها و جلبک‌ها رو به رو شده که سطح مناطق ساحلی دریا را پوشانده و به داخل رودها و مرداب‌های منتهی به دریا نفوذ کرده‌اند.
فعالیت‌های انسان در دهه‌های اخیر سبب ایجاد تغییرات عمده‌ای در چرخه محیط زیست شده است و این موضوع تبعات خاص خود را در پی دارد. یکی از حوزه‌های بسیار آسیب‌پذیر در اکوسیستم جهانی، دریاها و اقیانوس‌ها هستند. بر اساس گزارش خبرگزاری شین هوا، به تازگی مناطق ساحلی لیان یونگانگ Lianyungang که در ایالت جیانگ سو Jiangsu در شرق کشور چین واقع شده است، با حجم وسیعی از جلبک‌ها و خزه‌های سبز رنگ پوشیده شده‌اند که در شرایط عادی محیط زیست این سواحل اختلال ایجاد کرده‌اند. این جلبک‌ها و خزه‌های شناور در سطح آب، به داخل رودها و آبگیرهایی که به دریا منتهی می‌شوند نیز نفوذ کرده و سطح آن‌ها را پوشانده‌اند. این موضوع سبب کاهش سطح اکسیژن آب شده و بر اکو سیستم و زندگی جانوران آبزی این مناطق تأثیرات نامطلوبی خواهد داشت. مطالعات انجام شده نشان می‌دهد این خزه‌ها و جلبک‌ها از نوع enteromorpha prolifera بوده و بر اثر جزر و مد و باد، در سواحل فوق تجمع کرده‌اند.